# Villavicencio de los Caballeros (kommun)
Villavicencio de los Caballeros är en kommun i Spanien.   Den ligger i provinsen Provincia de Valladolid och regionen Kastilien och Leon, i den norra delen av landet, 220 km nordväst om huvudstaden Madrid. Antalet invånare är 248.